# ريتشارد كامبيون
ريتشارد كامبيون (بالإنجليزية: Richard Campion)‏ هو مخرج نيوزيلندي، ولد في 13 ديسمبر 1923، وتوفي في 2 يوليو 2013.